# EPN2
EPN2‏ (Epsin 2) هوَ بروتين يُشَفر بواسطة جين EPN2 في الإنسان.